# Lutas nos Jogos Olímpicos de Verão de 1988
As lutas nos Jogos Olímpicos de Verão de 1988 foram realizadas em Seul, com vinte eventos disputados, sendo dez categorias de luta greco-romana e dez categorias de luta livre.

## Eventos da luta
Luta livre: até 48 kg | 48-52 kg | 52-57 kg | 57-62 kg | 62-68 kg | 68-74 kg | 74-82 kg | 82-90 kg | 90-100 kg | 100-130 kg 

Luta greco-romana: até 48 kg | 48-52 kg | 52-57 kg | 57-62 kg | 62-68 kg | 68-74 kg | 74-82 kg | 82-90 kg | 90-100 kg | 100-130 kg

## Luta livre

### Luta livre - até 48 kg
| Pos. | País                  | Atletas            |
| ---- | --------------------- | ------------------ |
|      | Japão (JPN)           | Takashi Kobayashi  |
|      | Bulgária (BUL)        | Ivan Tzonov        |
|      | União Soviética (URS) | Sergei Karamchakov |

### Luta livre - 48-52 kg
| Pos. | País                  | Atletas          |
| ---- | --------------------- | ---------------- |
|      | Japão (JPN)           | Mitsuru Sato     |
|      | Iugoslávia (YUG)      | Šaban Trstena    |
|      | União Soviética (URS) | Vladimir Tohuzov |

### Luta livre - 52-57 kg
| Pos. | País                  | Atletas            |
| ---- | --------------------- | ------------------ |
|      | União Soviética (URS) | Sergei Beloglazov  |
|      | Irã (IRI)             | Asgari Mohammadian |
|      | Coreia do Sul (KOR)   | Noh Kyung-Sun      |

### Luta livre - 57-62 kg
| Pos. | País                  | Atletas          |
| ---- | --------------------- | ---------------- |
|      | Estados Unidos (USA)  | John Smith       |
|      | União Soviética (URS) | Stepan Sarkisyan |
|      | Bulgária (BUL)        | Simeon Chterev   |

### Luta livre - 62-68 kg
| Pos. | País                  | Atletas        |
| ---- | --------------------- | -------------- |
|      | União Soviética (URS) | Arsen Fadzaev  |
|      | Coreia do Sul (KOR)   | Park Jang-Soon |
|      | Estados Unidos (USA)  | Nate Carr      |

### Luta livre - 68-74 kg
| Pos. | País                  | Atletas               |
| ---- | --------------------- | --------------------- |
|      | Estados Unidos (USA)  | Kenny Monday          |
|      | União Soviética (URS) | Adlan Varaev          |
|      | Bulgária (BUL)        | Rakhmad Sofiadi Sukra |

### Luta livre - 74-82 kg
| Pos. | País                 | Atletas       |
| ---- | -------------------- | ------------- |
|      | Coreia do Sul (KOR)  | Han Myung-Woo |
|      | Turquia (TUR)        | Necmi Gençalp |
|      | Checoslováquia (TCH) | Jozef Lohyňa  |

### Luta livre - 82-90 kg
| Pos. | País                  | Atletas              |
| ---- | --------------------- | -------------------- |
|      | União Soviética (URS) | Makharbek Khadartsev |
|      | Japão (JPN)           | Akira Ota            |
|      | Coreia do Sul (KOR)   | Kim Tae-Woo          |

### Luta livre - 90-100 kg
| Pos. | País                  | Atletas        |
| ---- | --------------------- | -------------- |
|      | Romênia (ROM)         | Vasile Puşcaşu |
|      | União Soviética (URS) | Yuri Khabelov  |
|      | Estados Unidos (USA)  | William Scherr |

### Luta livre - 100-130 kg
| Pos. | País                    | Atletas             |
| ---- | ----------------------- | ------------------- |
|      | União Soviética (URS)   | David Gobedjichvili |
|      | Estados Unidos (USA)    | Bruce Baumgartner   |
|      | Alemanha Oriental (GDR) | Andreas Schröder    |

## Luta greco-romana

### Luta greco-romana - até 48 kg
| Pos. | País           | Atletas         |
| ---- | -------------- | --------------- |
|      | Itália (ITA)   | Vincenzo Maenza |
|      | Polônia (POL)  | Andrzej Głąb    |
|      | Bulgária (BUL) | Bratan Tsenov   |

### Luta greco-romana - 48-52 kg
| Pos. | País                | Atletas         |
| ---- | ------------------- | --------------- |
|      | Noruega (NOR)       | Jon Rønningen   |
|      | Japão (JPN)         | Atsuji Miyahara |
|      | Coreia do Sul (KOR) | Lee Jae-Suk     |

### Luta greco-romana - 52-57 kg
| Pos. | País           | Atletas             |
| ---- | -------------- | ------------------- |
|      | Hungria (HUN)  | András Sike         |
|      | Bulgária (BUL) | Stoyan Balov        |
|      | Grécia (GRE)   | Charalambos Holidis |

### Luta greco-romana - 57-62 kg
| Pos. | País                  | Atletas            |
| ---- | --------------------- | ------------------ |
|      | União Soviética (URS) | Kamandar Madzhidov |
|      | Bulgária (BUL)        | Jivko Vangelov     |
|      | Coreia do Sul (KOR)   | An Dae-Hyun        |

### Luta greco-romana - 62-68 kg
| Pos. | País                  | Atletas            |
| ---- | --------------------- | ------------------ |
|      | União Soviética (URS) | Levon Djulfalakian |
|      | Coreia do Sul (KOR)   | Kim Sung-Moon      |
|      | Finlândia (FIN)       | Tapio Sipilä       |

### Luta greco-romana - 68-74 kg
| Pos. | País                  | Atletas            |
| ---- | --------------------- | ------------------ |
|      | Coreia do Sul (KOR)   | Kim Young-Nam      |
|      | União Soviética (URS) | Daulet Turlykhanov |
|      | Polônia (POL)         | Józef Tracz        |

### Luta greco-romana - 74-82 kg
| Pos. | País                  | Atletas             |
| ---- | --------------------- | ------------------- |
|      | União Soviética (URS) | Mikhail Mamiashvili |
|      | Hungria (HUN)         | Tabor Komáromi      |
|      | Coreia do Sul (KOR)   | Kim Sang-Kyu        |

### Luta greco-romana - 82-90 kg
| Pos. | País                  | Atletas        |
| ---- | --------------------- | -------------- |
|      | Bulgária (BUL)        | Atanas Komchev |
|      | Finlândia (FIN)       | Harri Koskela  |
|      | União Soviética (URS) | Vladimir Popov |

### Luta greco-romana - 90-100 kg
| Pos. | País                     | Atletas          |
| ---- | ------------------------ | ---------------- |
|      | Polônia (POL)            | Andrzej Wroński  |
|      | Alemanha Ocidental (FRG) | Gerhard Himmel   |
|      | Estados Unidos (USA)     | Dennis Koslowski |

### Luta greco-romana - 100-130 kg
| Pos. | País                  | Atletas           |
| ---- | --------------------- | ----------------- |
|      | União Soviética (URS) | Alexander Karelin |
|      | Bulgária (BUL)        | Rangel Gerovski   |
|      | Suécia (SWE)          | Tomas Johansson   |

## Quadro de medalhas da luta
| Ordem | País                   | Medalha de ouro | Medalha de prata | Medalha de bronze | Total |
| ----- | ---------------------- | --------------- | ---------------- | ----------------- | ----- |
| 1     | URS União Soviética    | 8               | 4                | 3                 | 15    |
| 2     | KOR Coreia do Sul      | 2               | 2                | 5                 | 9     |
| 3     | JPN Japão              | 2               | 2                | 0                 | 4     |
| 4     | USA Estados Unidos     | 2               | 1                | 3                 | 6     |
| 5     | BUL Bulgária           | 1               | 4                | 3                 | 8     |
| 6     | POL Polônia            | 1               | 1                | 1                 | 3     |
| 7     | HUN Hungria            | 1               | 1                | 0                 | 2     |
| 8     | ITA Itália             | 1               | 0                | 0                 | 1     |
| 8     | NOR Noruega            | 1               | 0                | 0                 | 1     |
| 8     | ROM Romênia            | 1               | 0                | 0                 | 1     |
| 11    | FIN Finlândia          | 0               | 1                | 1                 | 2     |
| 12    | FRG Alemanha Ocidental | 0               | 1                | 0                 | 1     |
| 12    | IRI Irã                | 0               | 1                | 0                 | 1     |
| 12    | YUG Iugoslávia         | 0               | 1                | 0                 | 1     |
| 12    | TUR Turquia            | 0               | 1                | 0                 | 1     |
| 16    | GDR Alemanha Oriental  | 0               | 0                | 1                 | 1     |
| 16    | TCH Checoslováquia     | 0               | 0                | 1                 | 1     |
| 16    | GRE Grécia             | 0               | 0                | 1                 | 1     |
| 16    | SWE Suécia             | 0               | 0                | 1                 | 1     |